# Laubierinia
Laubierinia is een geslacht van kreeftachtigen uit de klasse van de Malacostraca (hogere kreeftachtigen).

## Soorten
- Laubierinia carinata (Griffin & Tranter, 1986)
- Laubierinia nodosa (Rathbun, 1916)